# Gulliver utazásai (film, 1977)
A Gulliver utazásai (eredeti cím: Gulliver's Travels) 1977-ben bemutatott brit–belga vegyes technikájú zenés sci-fi fantasyfilm, amelyben valós és rajzolt díszletek, élő és rajzolt szereplők közösen szerepelnek. A film Jonathan Swift azonos című regénye alapján készült. A játékfilm rendezője Peter R. Hunt, producerei Derek Horne és Raymond Leblanc. A forgatókönyvet Don Black írta, a zenéjét Michel Legrand szerezte. A mozifilm a Belvision gyártásában készült, az EMI Distribution forgalmazásában jelent meg.
Nagy-Britanniában 1977. március 23-án, Magyarországon 1978. március 23-án mutatták be a mozikban, új magyar változattal 1998. december 24-én a Duna TV-n vetítették le a televízióban.

## Szereplők
| Szereplő               | Színész          | 1. magyar szinkron (MOKÉP, 1977) | 2. magyar szinkron (Duna TV, 1998) |
| Szereplő               | Színész          | Magyar hang                      | Magyar hang                        |
| ---------------------- | ---------------- | -------------------------------- | ---------------------------------- |
| Gulliver               | Richard Harris   | Harsányi Gábor                   | Helyey László                      |
| Mary                   | Catherine Schell | Császár Angela                   | Biró Anikó                         |
| Apa                    | Norman Shelley   | Hegyi Péter                      | Áron László                        |
| Nagybácsi              | Meredith Edwards | Miklósy György                   | Melis Gábor                        |
| Szereplő               | Eredeti hang     | Magyar hang                      | Magyar hang                        |
| Reldressal             | Robert Rietty    | Sinkovits-Vitay András           | Lippai László                      |
| Blefuscu királya       | Robert Rietty    | Konrád Antal                     | Várday Zoltán                      |
| Lilliput császára      | Norman Shelley   | Horváth Gyula                    | Horkai János                       |
| Generális              | N/A              | Farkas Antal                     | Végh Ferenc                        |
| Volgalan               | N/A              | Petrik József                    | Végh Péter                         |
| Subtracto              | N/A              | Hacser Józsa                     | Verebély Iván                      |
| Lilliput császárnéja   | N/A              | Czigány Judit                    | Némedi Mari                        |
| Rosanna                | N/A              | Kútvölgyi Erzsébet               | Zsigmond Tamara                    |
| Hekinah Prevescu elnök | N/A              | Kautzky József                   | Fesztbaum Béla                     |
| Langro őrmester        | N/A              | Képessy József                   | ifj. Jászai László                 |
| Magas katona           | N/A              | Szatmári István                  | Csuha Lajos                        |
| Kövér katona           | N/A              | Láng József                      | Haás Vander Péter                  |
| Pénzügy miniszter      | N/A              | Huszár László                    | Csík Csaba Krisztián               |
| Konferáló              | N/A              | Makay Sándor                     | Simon Aladár                       |
| Részeges férfi         | N/A              | Kaló Flórián                     | Faragó József                      |
| Miniszter              | N/A              | Buss Gyula                       | Karsai István                      |

További magyar hangok (1. magyar szinkronban): Detre Annamária, Dobránszky Zoltán, Fónay Márta, Gyenge Árpád, Horkai János, Kiss László, Szabó Ottó

## Televíziós megjelenések
- 1. magyar szinkron: MTV-1, Film+
- 2. magyar szinkron: Duna TV, M2